# Huércal de Almería
Huércal de Almería is een gemeente in de Spaanse provincie Almería in de regio Andalusië met een oppervlakte van 21 km². In 2007 telde Huércal de Almería 12.757 inwoners.

## Demografische ontwikkeling
Bron: INE; 1857-2011: volkstellingen
Opm.: Tussen 1877 en 1887 behoorde Huércal de Almería tot de stad Almería